# Ali Al-Tantawi
Ali Al-Tantawi (arabisch علي الطنطاوي, DMG ʿAlī aṭ-Ṭanṭāwī; * 1909 in Damaskus, Osmanisches Reich; † 1999 in Dschidda, Saudi-Arabien); alternativ Ali Al-Tintawi war ein sunnitischer Rechtsgelehrter, Journalist und islamischer Aktivist syrischer Herkunft. Er war in Syrien populär und erreichte aus seinem Exil in Saudi-Arabien ein internationales Publikum.

## Leben und Wirken
Ali at-Tantawi stammte aus Damaskus. Er machte seinen Abschluss an der Universität Damaskus 1932 in Rechtswissenschaft. Ebenso nahm er Privatinstruktionen bei namhaften islamischen Gelehrten.
1930 gründete er mit Al-Baath (Die Wiedergeburt) die erste islamische Zeitung in Damaskus, welche jedoch wegen finanzieller Gründe 1932 wieder eingestellt wurde. Während der 1930er Jahre trat er dem Nationalen Block bei, der die Unabhängigkeit von der französischen Mandatsherrschaft mit friedlichen Mitteln zu erreichen suchte. 1941 übernahm Al-Tantawi eine Stelle als Zivilrichter in Damaskus. Nach der Unabhängigkeit Syriens übernahm er eine Stelle als Hochschullehrer an der Universität Damaskus.
Während der 1950er Jahre wandte sich Al-Tantawi dem arabischen Nationalismus nasseristischer Prägung zu und unterstützte die Vereinigte Arabische Republik mit Syrien. Als diese Vereinigung mit Ägypten in dem Verbot politischer Parteien, Verfolgung von Dissidenten und Einschränkung der Pressefreiheit einherging gehörte Al-Tantawi zu den führenden Kritikern der Union. Im Verlauf zählte er zu den Unterstützern des Putsches in Syrien welche 1961 die VAR beendete. Nach der Machtübernahme der Baathpartei 1963 wurde Al-Tantawi wie andere Unterstützer der postnasseristischen Regierung von Nazim al-Qudsi politisch verfolgt und des Landes verwiesen.
Er ließ sich in Mekka nieder und betrieb von Saudi-Arabien aus internationale Aktivitäten als islamischer Kleriker. Er erreichte mit öffentlichen Predigten in den Massenmedien ein großes Publikum.
Seine bekannteren Buchveröffentlichungen umfassten Fusul Islamiya (Islamische Jahreszeiten), Ma'a an-Nass (Mit den Menschen), Fi Sabil al-Islah (Auf dem Weg der Reform). Sein Buch Dimashq als Sozialgeschichte von Damaskus und seine Memoiren wurden Bestseller innerhalb der arabischen Welt.